# Parafia św. Maksymiliana Marii Kolbego w Wiewiórce
Parafia św. Maksymiliana Marii Kolbego w Wiewiórce – parafia rzymskokatolicka, znajdująca się w diecezji tarnowskiej, w dekanacie Dębica Zachód.